# Skafandr

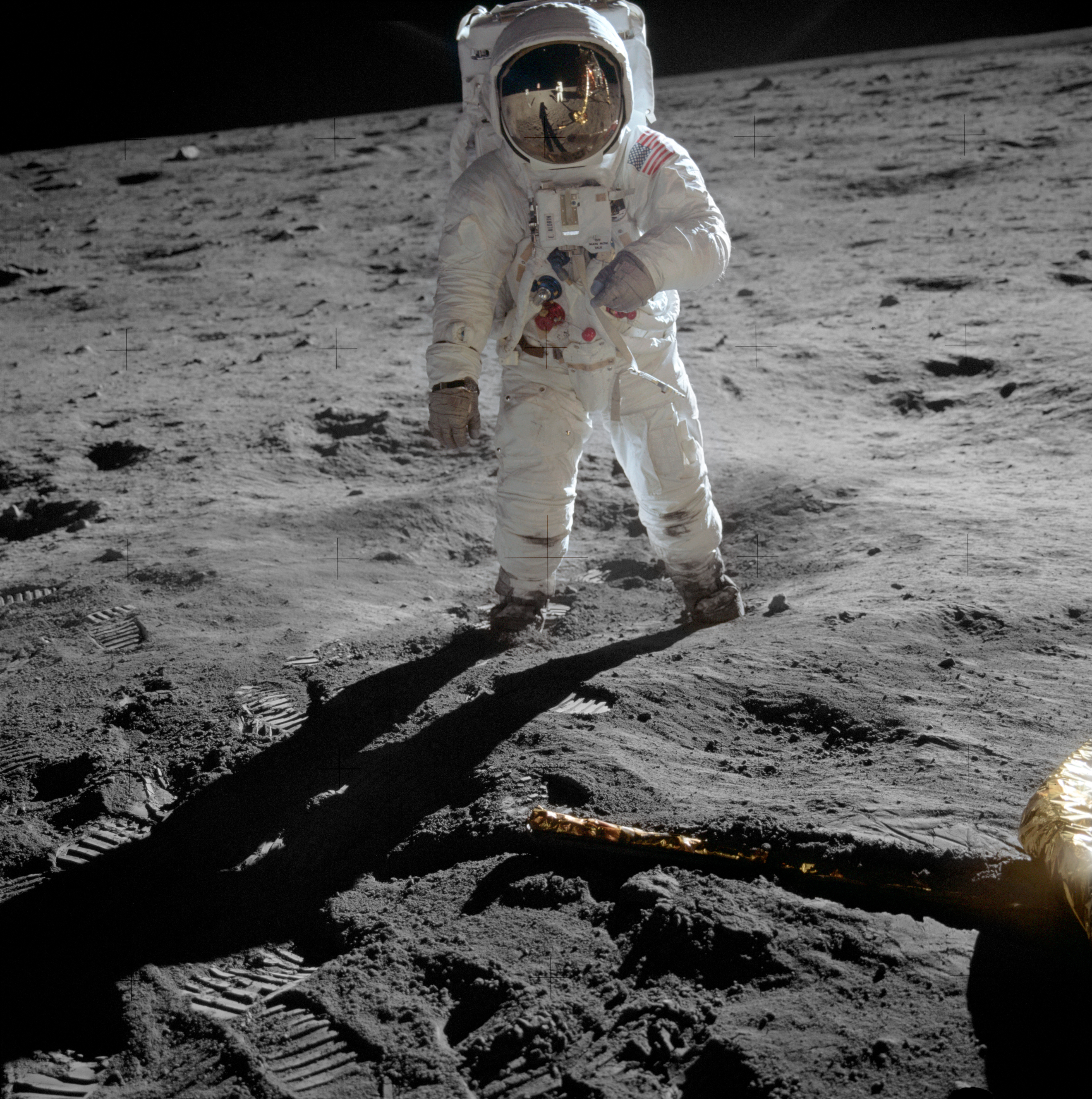
Buzz Aldrin na Měsíci v ochranném skafandru

Skafandr je druh ochranného obleku, který chrání uživatele před nepříznivým vlivem okolního prostředí. Nejčastěji se jedná o vrstvu, která je schopna odolávat nevhodným teplotám a tlakům, případně působení cizorodého prostředí jinou fyzikální, chemickou, či biologickou cestou.

## Typy skafandrů

### Kosmický skafandr
Je velmi složitý a umožňuje chránit kosmonauta před vakuem, nepřízní teploty a částečně i před okolní radiací. Používá se ve volném prostoru pro výstup do vesmíru (EVA) mimo kosmickou loď na orbitální dráze Země. Byl také použit pro chůzi a řízení Lunar Roveru na Měsíci. Některé požadavky, které jsou kladeny na kosmický skafandr, jsou také požadovány v přetlakových oblecích (pressure suit) pro speciální těžké úkoly, jako jsou průzkumné lety ve vysokých nadmořských výškách. Nad Armstrong's Line (19 000 m), je vzduch tak řídký, že přetlakové obleky jsou nezbytné.

#### Požadavky na kosmický skafandr
Skafandr musí vykonávat několik funkcí, které umožní jeho uživateli pracovat bezpečně a pohodlně. Skafandr musí obstarat:
- Stabilní vnitřní tlak. Tento tlak může být menší než jak je obvyklé v zemské atmosféře. Atmosféra kosmického skafandru nemusí obsahovat dusík. Menší tlak umožňuje větší pohyblivost, ale vznikají tím požadavky pro dýchání na zabránění nemoci z dekomprese.

- Pohyblivost. Pohybové možnosti skafandru jsou obvykle nepřímo úměrné rozdílu tlaku, před jakým chrání, protože mohutnost pohyblivých spojů je na úkor rozsahu jejich pohybu.
- Možnost dýchat kyslík. Cirkulace chlazeného a čištěného kyslíku je řízena "systémem podpory základních životních podmínek" (Primary Life Support System).

- Teplotní regulace. Na rozdíl od Země, kde teplo může být odváděno do atmosféry prouděním, ve vesmíru může být teplo odváděno jen sáláním do prostoru nebo vedením tepla na objekty fyzicky spojené se skafandrem. Jelikož je velký rozdíl teploty na vnější straně skafandru (hlavně mezi stranou osvícenou sluncem a stínem), skafandr je intenzivně izolován a teplota uvnitř skafandru je regulována chladicím kapalným oděvem v kontaktu s astronautovou kůží, přičemž teplotu udržuje osobní systém podpory základních životních podmínek.

### Potápěčský skafandr
Chrání potápěče před kontaktem s vodou a před chladem. Oblek má většinou integrované boty. Na krku a zápěstí jsou manžety bránící průniku vody. Hlava a ruce jsou tedy v kontaktu s vodou a jsou chráněny proti chladu neoprenovou kuklou a rukavicemi. Oblek může být vybaven i "suchou" přilbou a rukavicemi. Toto je vhodné pro delší pobyt pod vodou, pro chladné vody, a zejména pro pracovní potápěče. Díky přilbě odpadá nutnost držet dýchací automatiku v ústech a je tak možné i použití komunikačních zařízení.

### Další typy
Anglický výraz hazmat suit (zkratka z HAZardous MATerial suit – oblek pro nebezpečné látky) se vztahuje na civilní protiradiační, protichemické a protibakteriologické obleky.